# KAIST

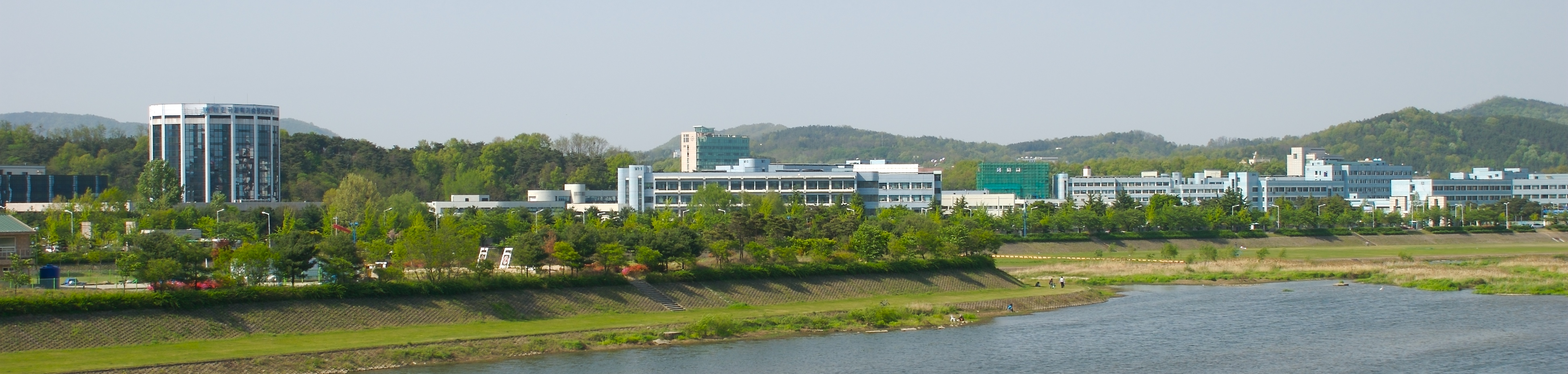
KAIST

KAIST (kurz für Korea Advanced Institute of Science and Technology) ist eine Universität in Südkorea mit dem Sitz in Daejeon. Ein Ableger, die KAIST Graduate School of Management, die den Titel eines MBA verleiht, befindet sich in Seoul.

## Geschichte
- 16. Februar 1971: Gründung des Korea Advanced Institute of Science (KAIS) in Seoul
- 5. Januar 1981: Gründung des Korea Advanced Institute of Science and Technology (KAIST) durch den Zusammenschluss mit dem Korea Institute of Science and Technology (KIST)
- 12. Juni 1989: Trennung vom KIST
- 4. Juli 1989: Zusammenschluss mit dem Korea Institute of Technology (KIT)
- 1. Oktober 1996: Gründung des Korea Institute of Advanced Study (KIAS)
- 1. Januar 2008: Umbenennung in KAIST, der ausgeschriebene Name wird fallengelassen[2]

## Ranking
Im QS World University Ranking 2020 belegte das KAIST weltweit den 39. Platz und Platz 8 in Asien. Im QS World University Ranking 2009 belegte das KAIST in Ingenieurwissenschaften & IT weltweit den 21. Platz und Platz 1 in Korea. Das KAIST wurde zudem von der Tageszeitung JoongAng Ilbo als beste Universität in Korea ausgezeichnet. Das KAIST wird außerdem im regionalen Ranking asiatischer Universitäten des QS World University Rankings als beste Universität Koreas und auf Platz 7 in Asien geführt.
- QS University Subject Rankings (2018):[6]
  - 13th, Materialwissenschaften
  - 16th, Maschinenbau
  - 17th, Elektrotechnik
  - 19th, Bauingenieurwesen und konstruktiver Ingenieurbau
  - 20th, Chemie
  - 21st, Chemieingenieurwesen
  - 34th, Informatik und Wirtschaftsinformatik

Das Times Higher Education platzierte das KAIST im Jahr 2014 auf Platz 3 der besten Universitäten, die erst innerhalb der letzten 50 Jahre gegründet wurden.